# Wolkenkratzer-Festival

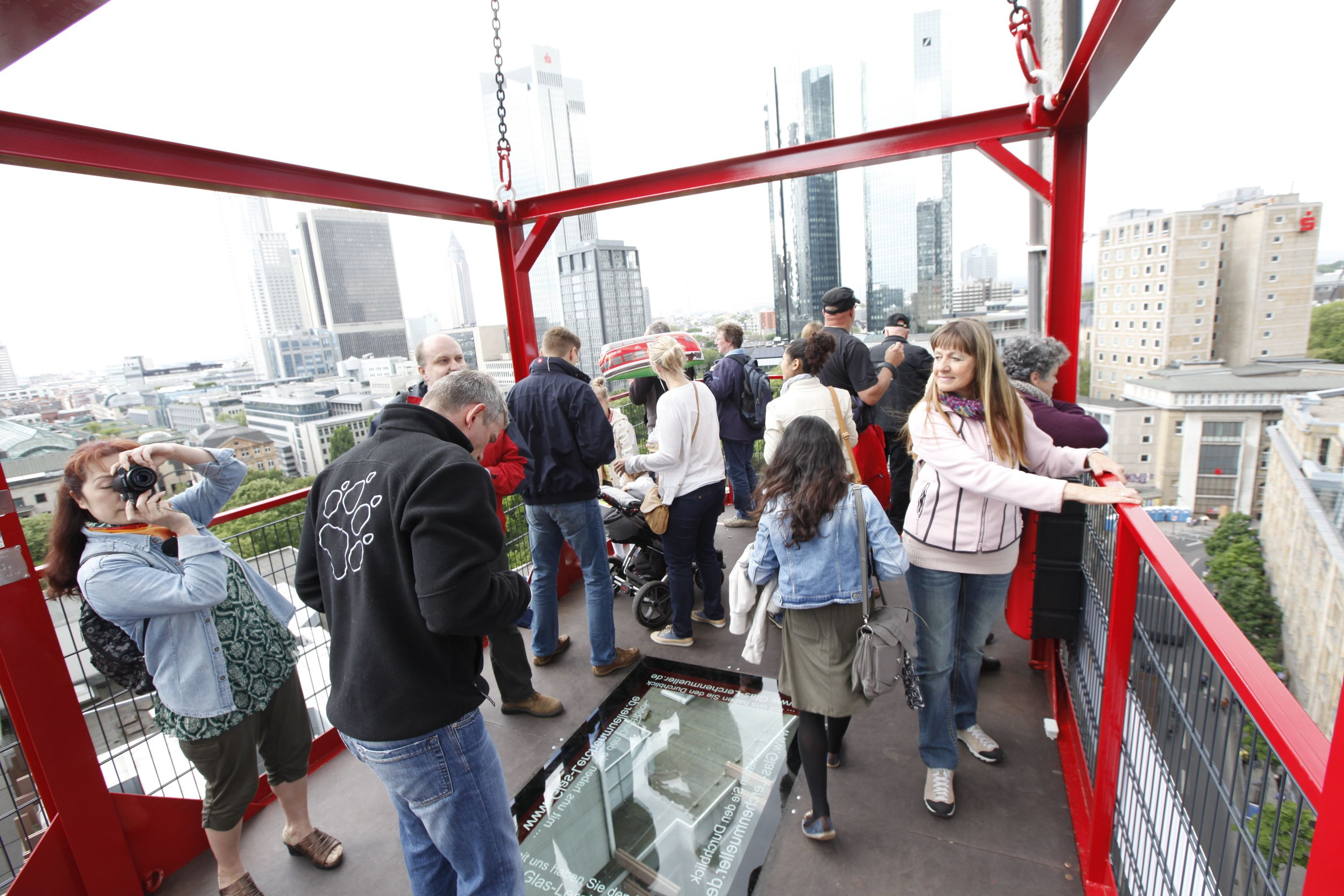
Frankfurt von oben: Auf dem Wolkenkratzer-Festival 2013 konnten Besucher auf einer der vielen Aussichtsplattformen die Stadt von oben betrachten.

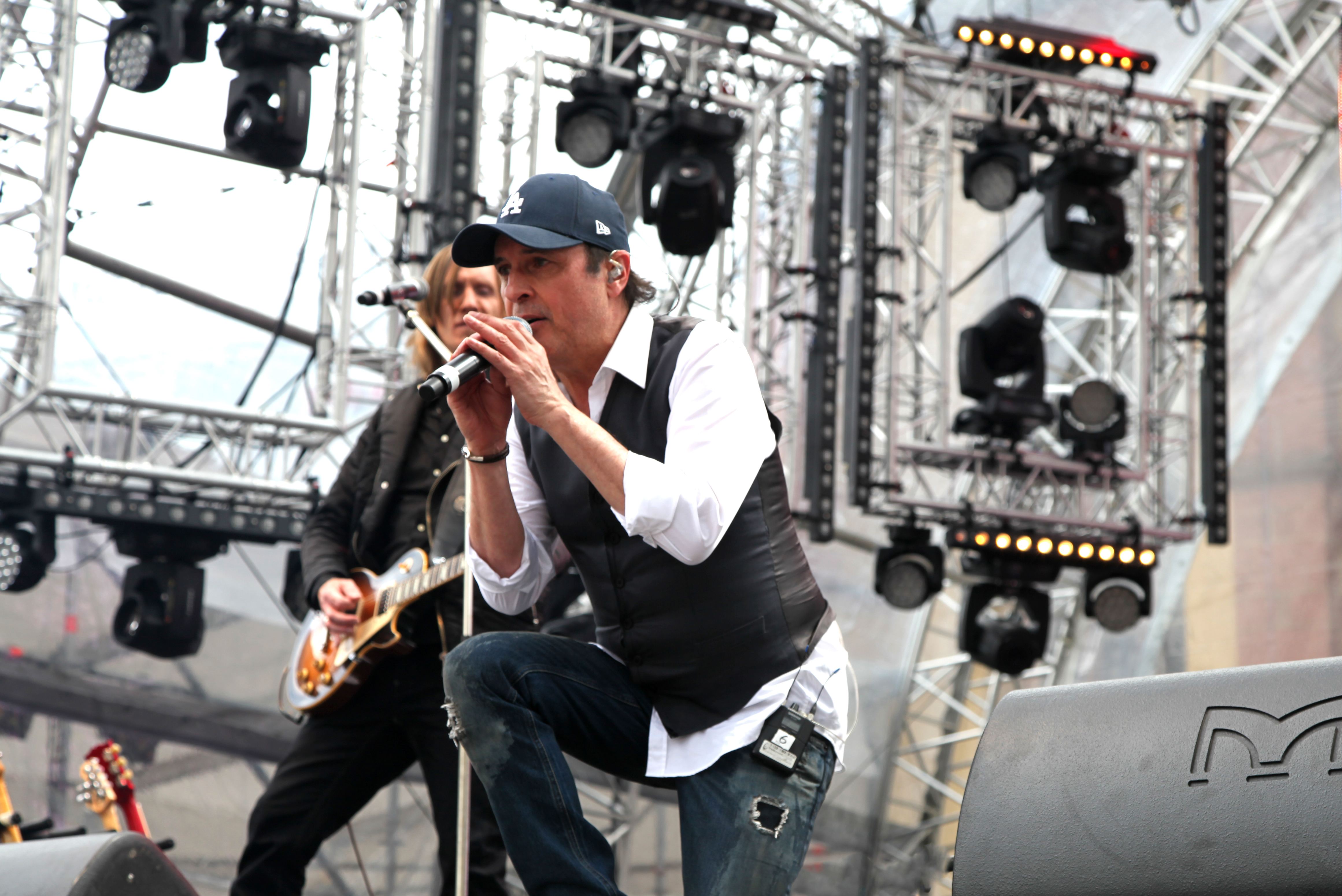
Peter Schilling beim Wolkenkratzer-Festival 2013

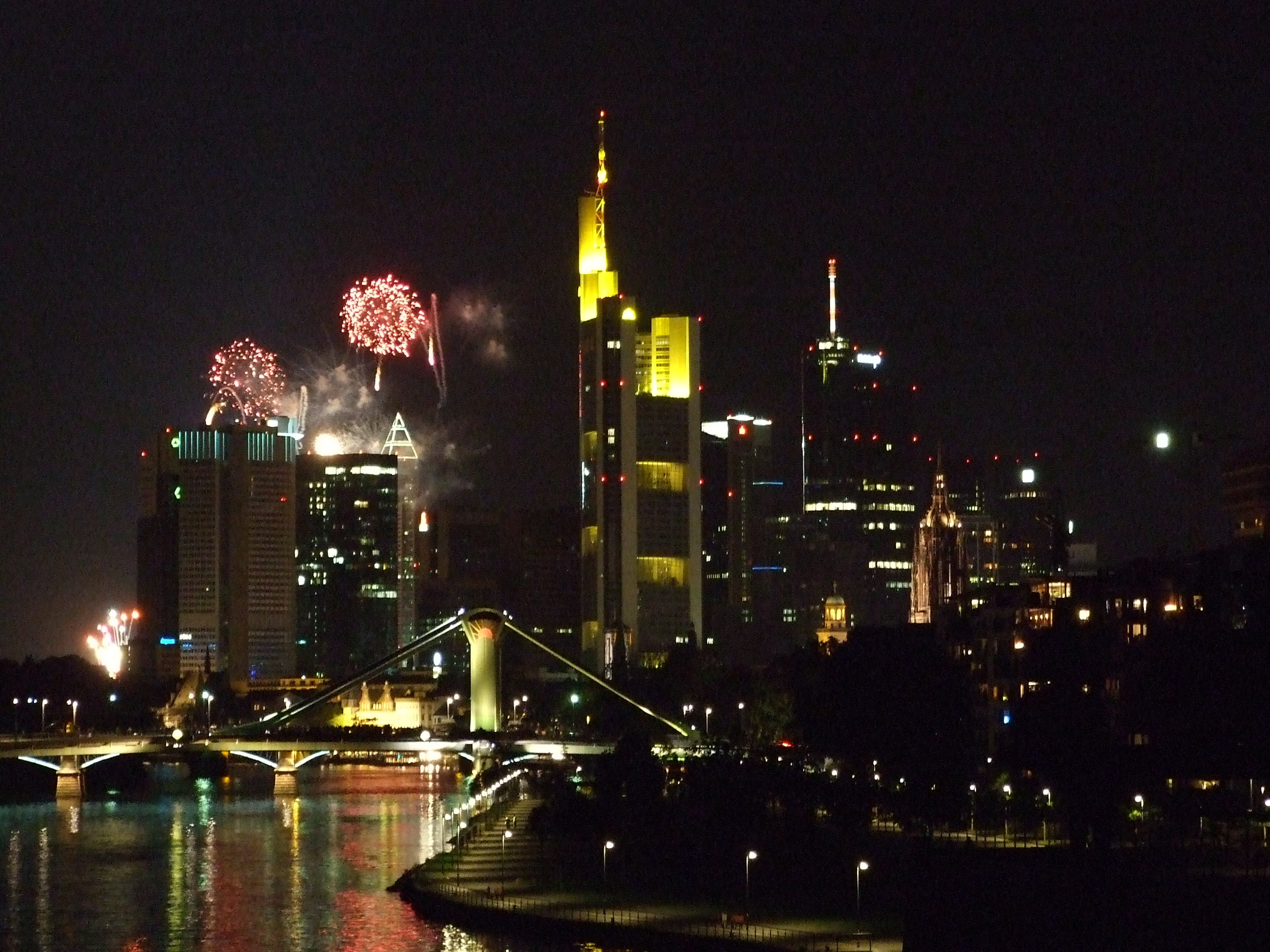
Feuerwerk beim Festival 2007

Das Wolkenkratzer-Festival ist ein in unregelmäßigen Abständen veranstaltetes Fest in Frankfurt am Main. Während der Festivals sind zahlreiche Wolkenkratzer und höhere Hochhäuser Frankfurts für die Öffentlichkeit zugänglich, was sie während des Jahres mit Ausnahme des Main Tower aus Sicherheitsgründen nicht sind. Das Wolkenkratzer-Festival ist eine nicht gewinnorientierte Veranstaltung für die Stadt und die Region Frankfurt am Main, die von etwa 100 Sponsoren und Partnern finanziert wird. Sie wird beworben in Zeitungen, Radio, Fernsehen, Internet und sozialen Netzwerken. Es fand bisher fünfmal statt, zuletzt am 25. und 26. Mai 2013 und zog ca. 1,2 Millionen Besucher an. Ein Termin für das nächste Festival steht nicht fest.

## Ablauf
Das Festival selbst ist für alle Besucher frei und kostenlos; für den Eintritt in einen der Wolkenkratzer benötigen Gäste ein Ticket. Die Eintrittskarten sind limitiert und werden ebenfalls kostenfrei abgegeben. Wurde bei den ersten Festivals dafür ein Kundentelefon eingerichtet, so werden die Tickets seit 2007 ausschließlich über das Internet vergeben.
In der Nähe der Wolkenkratzer finden viele begleitende Shows statt, beispielsweise Base-Jumping, Fallschirmspringen, Bungee Jumping, Hochseilartistik, Straßentheater, Konzerte oder ein Feuerwerk. Dazu werden auch feste Attraktionen und Bewirtungsstände aufgebaut.

## Geschichte
Das Wolkenkratzer-Festival geht auf eine Idee des Stadtverordneten Andreas Rust (CDU) zurück, der gemeinsam mit der damaligen Oberbürgermeisterin Petra Roth (CDU) die Eigentümer der Hochhäuser bewegen konnte, diese für Besucher zur öffnen. Die Hochhäuser in Frankfurt hatten bei der Bevölkerung wenig Zustimmung, da sie nicht frei zugänglich waren und sich die „hohen Herren“ dort abschotteten. Roth und Rust (damals Projektleiter beim Main Tower) initiierten im Herbst 1995 die Aktion „Frankfurt oben – eine Turmerkundung“, bei der im Februar des Folgejahres rund 150 Besucher für ein Eintrittsgeld von sechs Mark (ca. drei Euro) die Vorstandsetagen von fünf Hochhäusern besichtigen konnten. Da sich rund 10.000 Menschen versuchten anzumelden, wurde die Aktion als voller Erfolg gewertet und überlegt, wie diese Aktion wiederholt werden könnte.
Bereits am 19. und 20. Oktober des gleichen Jahres fand das erste Wolkenkratzer-Festival statt, bei dem sich zehn Hochhäuser beteiligten und 40.000 Eintrittskarten, die zum Zutritt in die oberen Etagen berechtigten, bereitgestellt wurden. Es gab eine Freiluftbühne auf dem Opernplatz und ein Abschlussfeuerwerk für die insgesamt 100.000 Besucher. Zwei Jahre später, am 5. und 6. September 1998, wurde das nächste Festival veranstaltet. Dieses Mal wurden 70.000 Tickets für zwölf Wolkenkratzer angeboten. Eine halbe Million Besucher wurden an den beiden Tagen gezählt.
Auch beim dritten Festival am 12. und 13. Mai 2001 wurde ein Besucherrekord verzeichnet: 800.000 Besucher fanden den Weg zum Festival, bei dem 70.000 Tickets für 15 Hochhäuser zur Verfügung standen. Vier Monate später, am 11. September 2001, flogen zwei Flugzeuge in die Türme des World Trade Centers in New York. Dieser Terroranschlag bedeutete zunächst das Ende für Veranstaltungen dieser Art.
Vier Jahre später wurde beschlossen, dass es wieder ein Wolkenkratzer-Festival geben soll. Dennoch dauerte es weitere zwei Jahre, bis am 12. und 13. Mai 2007 die oberen Stockwerke der Hochhäuser für die 80.000 Ticketinhaber wieder geöffnet wurden. 15 Wolkenkratzer sowie der Eschenheimer Turm, als ältestes bestehendes Turmgebäude der Stadt, nahmen teil.
Im Jahr 2013 nahmen 18 Häuser teil, so viele wie nie zuvor. So waren zum Beispiel der neu errichtete Tower 185, der Opernturm oder das Jumeirah Frankfurt für die Öffentlichkeit zugänglich. Erstmals dabei waren außerdem das Main Forum (IG Metall) und das Eurotheum (Innside Frankfurt). Die 80.000 Eintrittskarten für die Wolkenkratzer waren innerhalb von drei Stunden vergeben.
Im Rahmenprogramm wurden Freiluftkonzerte von Nena, Status Quo, Otto Waalkes, Heino, Blue, Stefanie Heinzmann, Bosse, The Baseballs, der FFH-Band, Szenario, der StreetLIVE Family, Bolero Berlin, Joja Wendt, der Skyline Symphony und der Neuen Philharmonie Frankfurt angeboten. Einer der Höhepunkte war das große Skyline-Feuerwerk, das von Dächern verschiedener Hochhäuser abgeschossen und musikalisch begleitet wurde. Der britische Sänger Paul Potts eröffnete das Feuerwerk.
Der Hessische Rundfunk gewährte im Jahr 2013 im Rahmen des Wolkenkratzer-Festivals mittels Videos und Panoramaaufnahmen Einblicke in Räume, die Besucher am Festival-Tag nicht sehen konnten.
Veranstaltet wurde das Festival von Hit Radio FFH. Initiiert wird es von Hit Radio FFH, der Landesbank Hessen-Thüringen, der Frankfurter Allgemeinen Zeitung sowie 2013 erstmals von der Frankfurter Neuen Presse.

## Teilnehmende Hochhäuser
In der nachfolgenden Tabelle sind alle Hochhäuser aufgeführt, die an mindestens einem Wolkenkratzer-Festival oder dessen Vorgängerveranstaltung teilgenommen haben. Als teilnehmendes Hochhaus wird aufgeführt, wenn Eintrittskarten zur Besichtigung der oberen Stockwerke zur Verfügung gestellt wurden.
| Teilnahmen | Name                     | Bild | Frankfurt oben (1996) | 1. Festival (1996) | 2. Festival (1998) | 3. Festival (2001) | 4. Festival (2007)   | 5. Festival (2013)   | Bemerkungen                                                                                       |
| ---------- | ------------------------ | ---- | --------------------- | ------------------ | ------------------ | ------------------ | -------------------- | -------------------- | ------------------------------------------------------------------------------------------------- |
| 6          | Messeturm                |      | ja                    | ja                 | ja                 | ja                 | ja                   | ja                   |                                                                                                   |
| 6          | Westendstraße 1          |      | ja DG Bank            | ja DG Bank         | ja DG Bank         | ja DG Bank         | ja Westend 1 DZ Bank | ja Westend 1 DZ Bank |                                                                                                   |
| 6          | Deutsche-Bank-Hochhaus   |      | ja                    | ja                 | ja                 | ja                 | ja                   | ja                   |                                                                                                   |
| 5          | Commerzbank Tower        |      | –                     | ja (noch im Bau)   | ja                 | ja                 | ja                   | ja                   | Kann nach Anmeldung auch außerhalb des Festivals besucht werden.                                  |
| 5          | Westend Gate             |      | –                     | ja Marriott-Hotel  | ja Marriott-Hotel  | ja Marriott-Hotel  | ja Plaza Büro Center | ja Westend Gate      |                                                                                                   |
| 5          | Trianon                  |      | –                     | ja                 | ja                 | ja                 | ja                   | ja                   |                                                                                                   |
| 5          | Eurotower                |      | –                     | ja                 | ja EZB             | ja EZB             | ja EZB               | ja EZB               |                                                                                                   |
| 4          | Main Tower               |      | –                     | –                  | ja (noch im Bau)   | ja                 | ja                   | ja                   | Kann gegen Eintrittsgeld auch außerhalb des Festivals besucht werden.                             |
| 4          | Pollux                   |      | –                     | ja Forum Frankfurt | ja Forum Frankfurt | ja Kastor          | ja Pollux            | –                    |                                                                                                   |
| 4          | Japan Center             |      | –                     | ja                 | ja                 | ja                 | ja                   | –                    |                                                                                                   |
| 3          | Taunusanlage 11          |      | –                     | –                  | ja                 | ja                 | ja                   | –                    |                                                                                                   |
| 3          | Silberturm               |      | –                     | –                  | ja Dresdner Bank   | ja Dresdner Bank   | –                    | ja Deutsche Bahn     |                                                                                                   |
| 3          | Messe Torhaus            |      | –                     | ja                 | –                  | ja                 | –                    | ja                   |                                                                                                   |
| 3          | Frankfurter Büro Center  |      | –                     | –                  | ja                 | ja                 | ja                   | –                    |                                                                                                   |
| 2          | Skyper                   |      | –                     | –                  | –                  | –                  | ja                   | ja                   | Fertigstellung 2004                                                                               |
| 2          | Eschenheimer Turm        |      | –                     | –                  | –                  | –                  | ja                   | ja                   | Darf als ehemals höchstes Gebäude der Stadt mitmachen, gilt aber nicht als offizieller Teilnehmer |
| 2          | Park Tower               |      | –                     | –                  | ja SGZ-Bank        | ja GZ Bank         | –                    | –                    |                                                                                                   |
| 2          | Gallileo                 |      | –                     | –                  | –                  | –                  | ja Dresdner Bank     | ja Commerzbank       | Fertigstellung 2003                                                                               |
| 1          | Tower 185                |      | –                     | –                  | –                  | –                  | –                    | ja PWC               | Fertigstellung Dezember 2011                                                                      |
| 1          | Opernturm                |      | –                     | –                  | –                  | –                  | –                    | ja UBS               | Fertigstellung 2010                                                                               |
| 1          | Garden Tower             |      | ja Helaba-Hochhaus    | –                  | –                  | –                  | –                    | –                    |                                                                                                   |
| 1          | AfE-Turm                 |      | ja                    | –                  | –                  | –                  | –                    | –                    | Gebäude wurde am 2. Februar 2014 gesprengt.                                                       |
| 1          | Jumeirah Frankfurt Hotel |      | –                     | –                  | –                  | –                  | –                    | ja                   | Fertigstellung 2011                                                                               |
| 1          | WestendDuo               |      | –                     | –                  | –                  | –                  | ja                   | –                    | Fertigstellung 2006                                                                               |
| 1          | Eurotheum                |      | –                     | –                  | –                  | –                  | –                    | ja                   | Fertigstellung 1999                                                                               |
| 1          | Leo                      |      | –                     | –                  | –                  | –                  | –                    | ja ING Diba          | ehem. Poseidonhaus                                                                                |
| 1          | Main Forum               |      | –                     | –                  | –                  | –                  | –                    | ja IG Metall         |                                                                                                   |

1. ↑  Angaben derzeit ohne Gewähr. Überprüfung läuft.
2. ↑  Rekonstruiert anhand der Abbildungen auf dem Plakat zum Festival
3. ↑  Bezeichnung und Schreibweise der Hochhäuser gem. Parcours-Pass
4. ↑  gem. Parcours-Pass
5. ↑  gem. Parcours-Pass